# L'Orient (лінійний корабель 1791)
L'Orient (лінійний корабель 1791) — 126 гарматний лінійний корабель І рангу. Був збудований на верфі Тулону і був спущений на воду під назвою «Dauphin Royal». У вересні 1792 після революції перейменований на «Sans-Culotte». У травні 1795 перейменований на «L'Orient».
Був флагманом ескадри експедиції Наполеона. Плавав під командуванням адмірала Брюеса і капітана Люка Жульєна Касабланка. Затонув у битві при Абукірі (1 серпня 1798), де був найбільшим кораблем. Його атакували англійські лінкори «Alexander» та «Swiftsure». Корабель загорівся близько 21 години і через годину вибухнув. Врятувалось лише 60 членів екіпажу. У трюмі перебували коштовності іоанітів з Мальти. За наказом англійського капітана Бена Галловелла з щогли корабля виготовили труну, яку він подарував своєму другові Гораціо Нельсону. Той дуже дорожив цим подарунком, після загибелі адмірала його поховали саме у ній.

## Галерея
Битва при Абукірі і вибух корабля був зображений на багатьох картинах ХІХ ст.

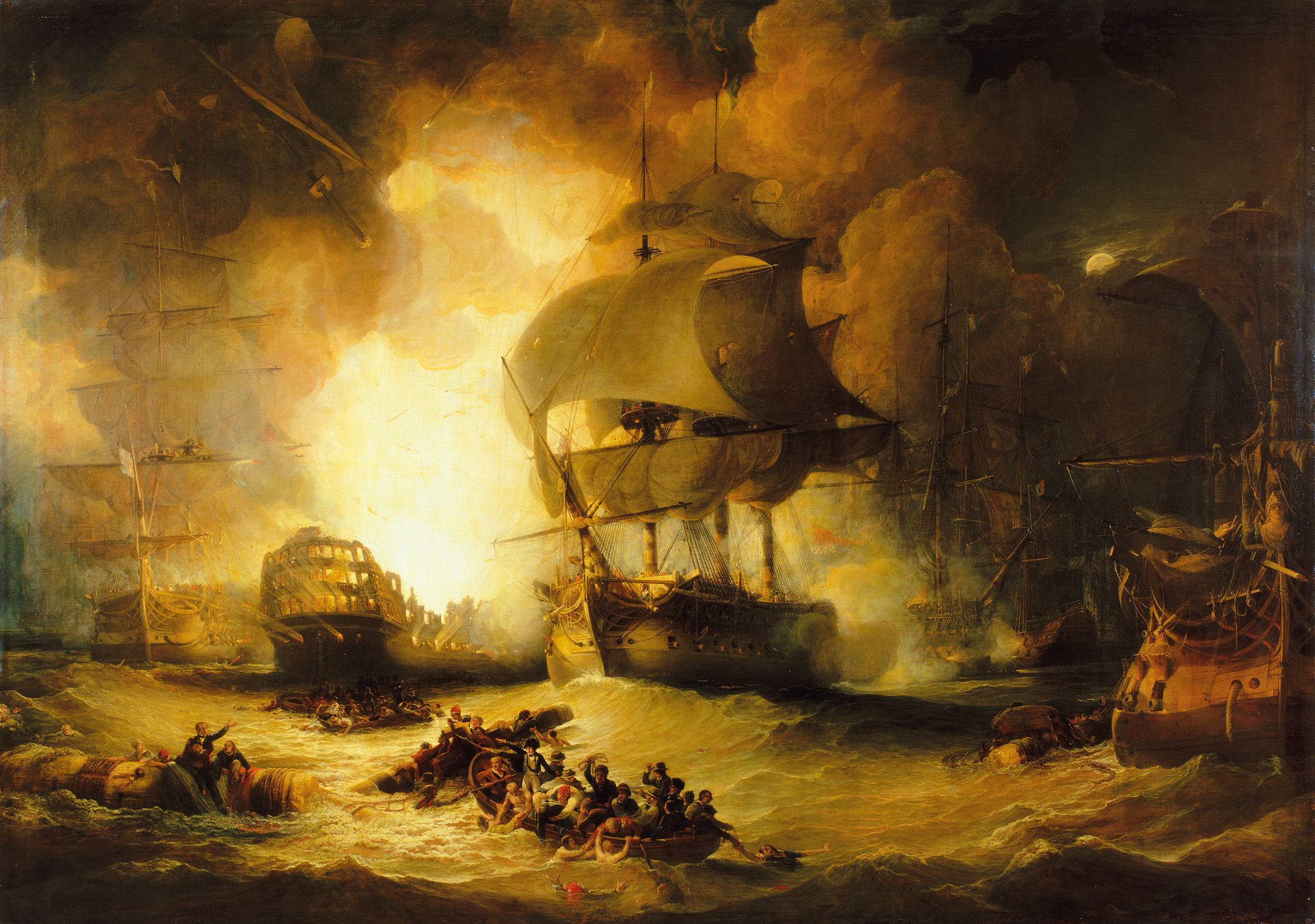
Хуж. Дж.Арнальд
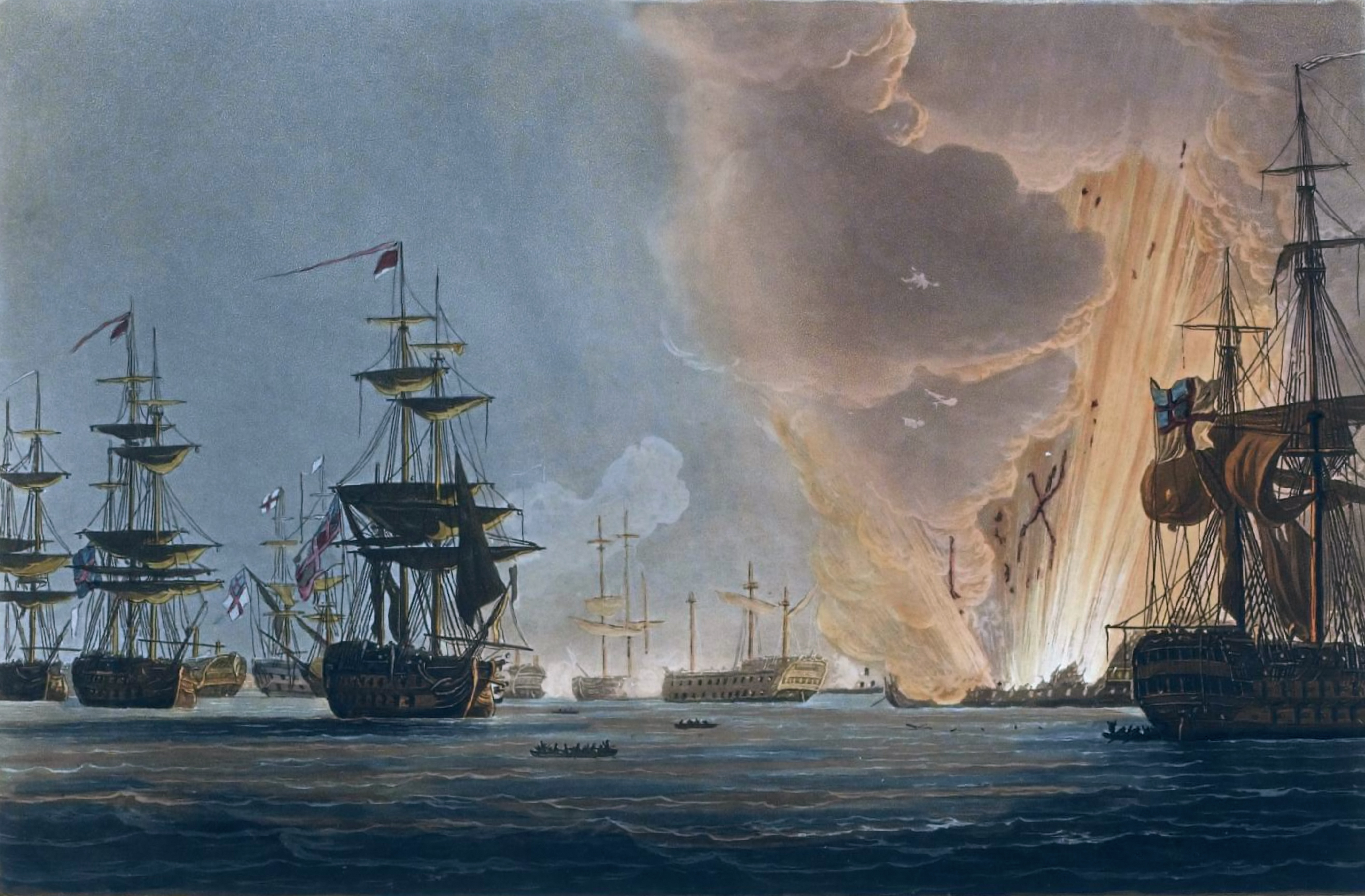
Худ. Т. Віткомп
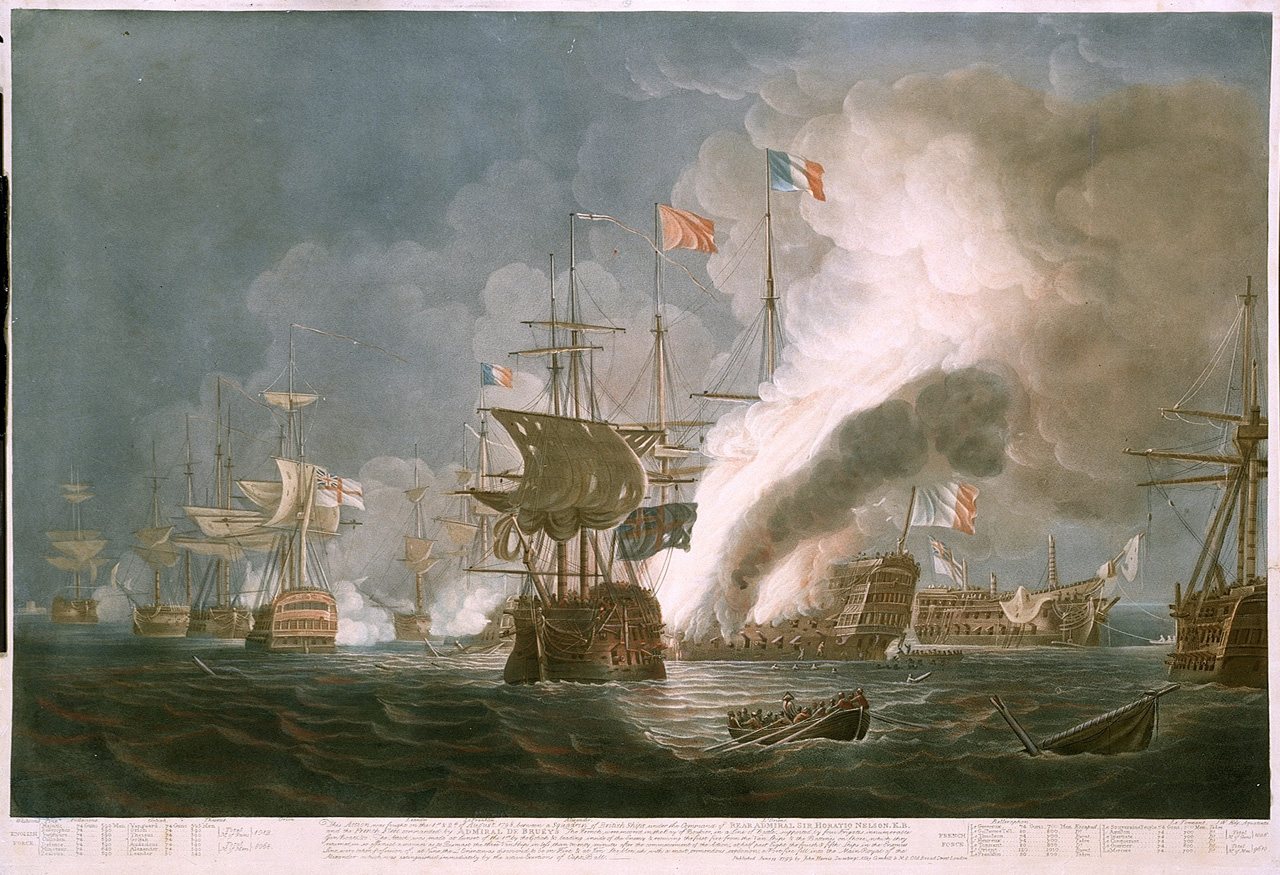
Худ. Т. Віткомп
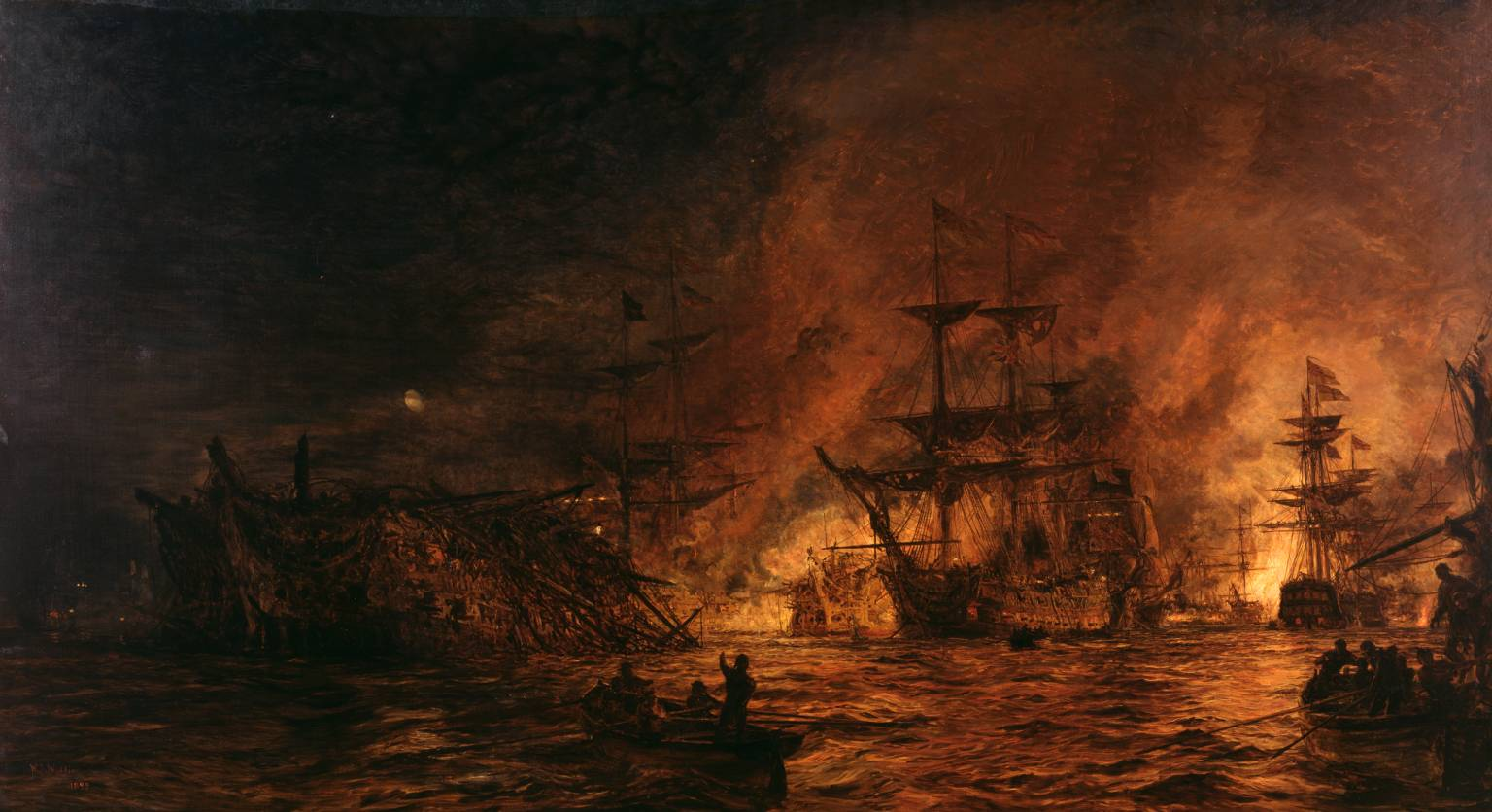
Худ. У. У. Лайонел
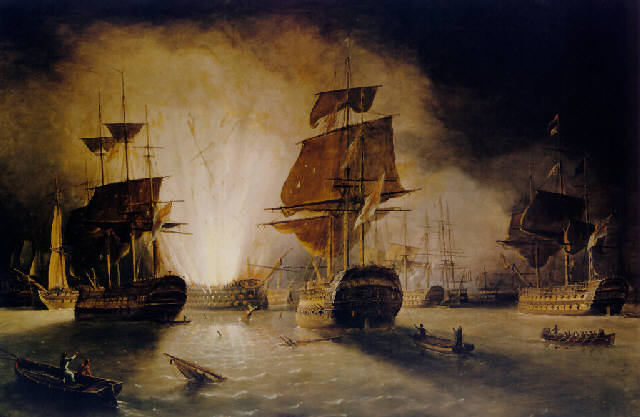
Худ. Р. Б. Бех
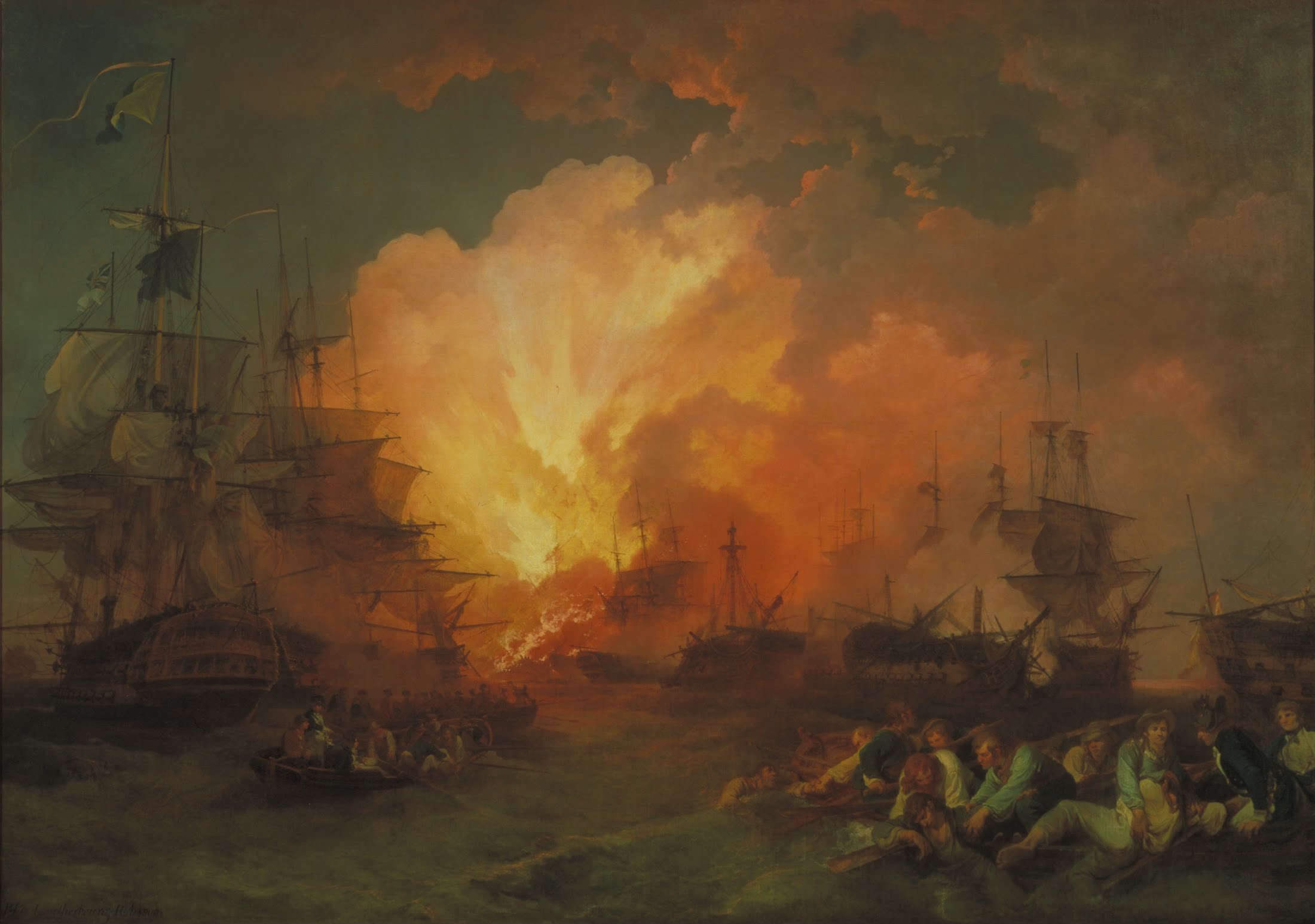
Худ. Ф. Я. Лютенберг
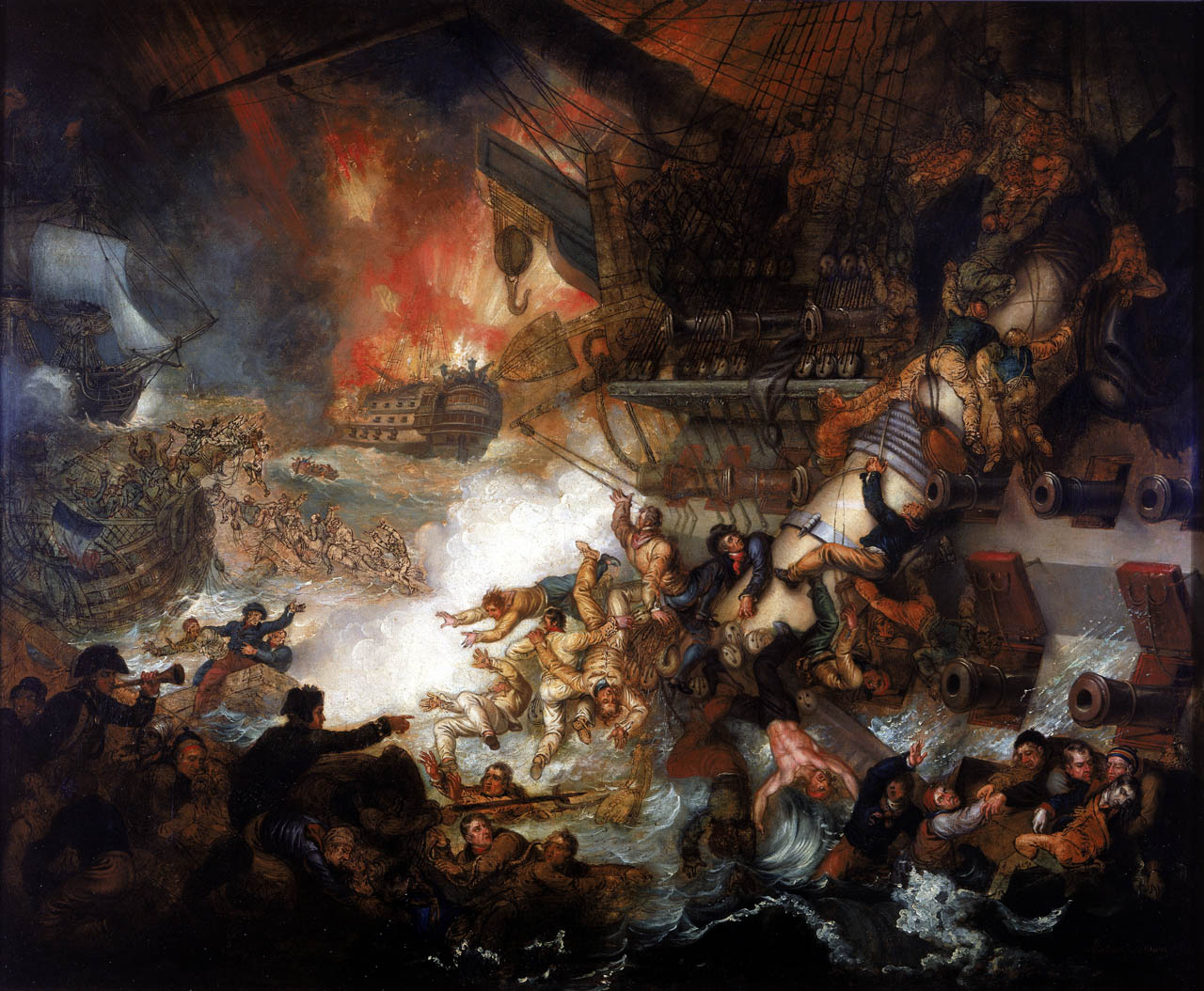
Худ. М. Бровн
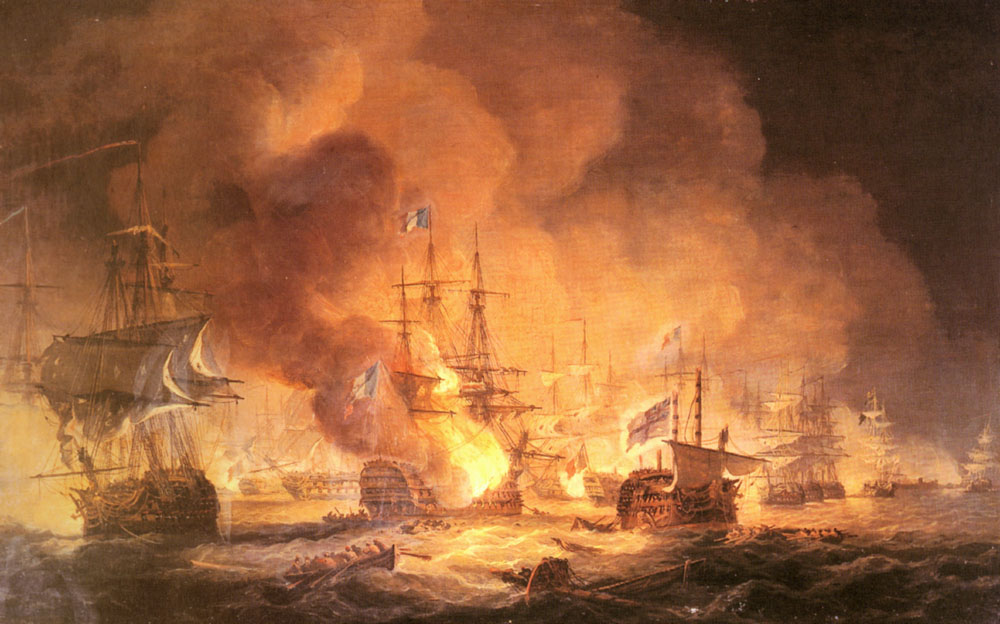
Худ. Т. Люні